# Liam Howlett
Liam Paul Paris Howlett (Braintree, Essex, 21 de agosto de 1971) é o tecladista e líder da banda inglesa The Prodigy.

## Biografia
Nascido e criado em Braintree, Essex, Inglaterra, Liam foi treinado para ser um pianista clássico. Aos 14 anos, ele mixava canções no rádio usando o botão de pausa. Foi o quando ele foi para a escola em Alec Hunter High, em Braintree, onde ele teve sua primeira influência pela música e a cultura do hip-hop.
Um dia Keith Flint se aproximou de Liam e perguntou se ele poderia fazer alguns mixes para ele.
Ele logo propôs a Liam para formarem uma banda. Liam aceitou e assim nasceu o The Prodigy.

## Vida pessoal
Em 6 de junho de 2002, Liam se casou com a cantora Natalie Appleton.
O casal tem um filho, Ace Billy Howlett, nascido em 2 de março de 2004.